# Баев, Баю
Баю Йорданов Баев (болг. Байо Йорданов Баев, род. 5 января 1941) — болгарский борец вольного стиля, чемпион Европы, призёр чемпионатов мира.

## Спортивная карьера
Родился в 1941 году в селе Маломир общины Тунджа Ямболской области. Смолоду занялся борьбой, сначала выступал за местный спортклуб, во время службы в Армии стал выступать за ЦСКА (София). В 1965 году завоевал серебряную медаль чемпионата мира. В 1966 году стал чемпионом Балканских игр. В 1967 году завоевал серебряную медаль чемпионата Европы. В 1968 году стал чемпионом Европы, но на Олимпийских играх в Мехико занял лишь 12-е место. В 1969 году вновь стал чемпионом Европы. В 1970 году занял 1-е место на чемпионате Европы и 2-е — на чемпионате мира. В 1971 году опять стал серебряным призёром чемпионата мира. В 1972 году стал серебряным призёром чемпионата Европы, но на Олимпийских играх в Мюнхене занял лишь 16-е место.